# Armando Pizzo
Armando Pizzo (n. 16 octombrie 1925, Brescia, Italia – d. 30 aprilie 2011, Roma, Italia) a fost un jurnalist și moderator de televiziune italian.